# Journey
Journey je americká rocková skupina založená v roce 1973 v San Franciscu bývalými členy kapely Santana, Steve Miller Band, and Frumious Bandersnatch. Kapela prošla několika fázemi. Jejich největší komerční úspěch nastal v letech 1978 a 1987, po kterém se kapela dočasně rozpadla. Během tohoto období skupina vydala řadu hitů, v roce 1981 "Dont stop Believing", nejprodávanější hit v její historii a historii iTunes. Studiové album Escape, osmé a nejúspěšnější, získalo 1. místo na Billboardu 200 a skupina z něj vydala další ze svých nejpopulárnějších singlů "Open Arms". V roce 1983 bylo následující album Frontiers podobně úspěšné, když získalo 2. místo na Billboard 200 a obsahovalo několik úspěšných singlů. Skupina se prosadila i u posluchačů Velké Británie, kde dosáhla na 6. místo na UK Albums Chart. Journey se znovu sešli v polovině roku 1990, ale kádr se s časem opět ukázal nestabilní a skupina procházela změnami se sérií nových vedoucích zpěváků.
Prodeje alb Journey přinesly dvě zlaté desky, osm multi-platinových alb a jedno diamantové album (včetně sedmi po sobě jdoucích multi-platinových alb v letech 1978 a
1987). Journey měli osmnáct Top 40 singlů v USA, z nichž šest získaly Top 10 v USA Billboard Hot 100 chart a dvě z nich dosáhly na 1. místo na jiných Billboad charts, a 6. místo v UK Singles Chart s písní "Dont stop Believin". Původně progresivní rockovou kapelu popsal Allmusic jako "Jednu z nejoblíbenějších (a někdy i nenáviděných) amerických pop/rock kapel.", když v roce 1978 obměnili svou hudbu tím, že zahrnuli tradiční pop do svého čtvrtého alba, Infinity. Podle asociace nahrávacího průmyslu Ameriky Journey prodali 52 milionů alb v USA, čímž se stali jedenáctou nejprodávanější kapelou. Jejich celosvětový prodej dosáhl více než 100 milionů alb. V roce 2005 USA Today udělali veřejný průzkum a následně jmenovali Journey pátou nejlepší americkou rockovou skupinou v historii. Jejich songy se staly základem rocku a stále se hrají na rockových rozhlasových stanicích po celém světě.
Journey byli v roce 2017 uvedeni do rokenrolové síně slávy. Mezi přijatými byli zpěvák Steve Perry, kytarista Neal Schon, klávesisté Jonathan Cain a Gregg Rolie, baskytarista Ross Valory a bubeníci Aynsley Dunbar a Steve Smith.

## Diskografie

### Studiová alba
- 1975: Journey
- 1976: Look into the Future
- 1977: Next
- 1978: Infinity
- 1979: Evolution
- 1980: Departure
- 1981: Escape
- 1983: Frontiers
- 1986: Raised on Radio
- 1996: Trial by Fire
- 2001: Arrival
- 2005: Generations
- 2008: Revelation
- 2011: Eclipse
- 2022: Freedom

## Členové
Současní členové
- Neal Schon – kytara, zpěv (1973–dosud)
- Jonathan Cain – klávesy, kytara, zpěv (1980–dosud)
- Arnel Pineda – zpěv (2007–dosud)
- Jason Derlatka – klávesy, zpěv (2020–dosud)
- Deen Castronovo – bicí, perkuse, zpěv (1998–2015, 2021–dosud)
- Todd Jensen – baskytara, zpěv (2021–dosud)

Dřívější členové
- George Tickner – kytara (1973–1975)
- Gregg Rolie – klávesy, harmonika, zpěv (1973–1980)
- Aynsley Dunbar – bicí, perkuse (1974–1978)
- Robert Fleischman – zpěv (1977)
- Steve Perry – zpěv (1977–1998)
- Randy Jackson – baskytara, zpěv (1985–1986, 1986–1987)
- Steve Augeri – zpěv (1998–2006)
- Ross Valory – baskytara, zpěv (1973–1985, 1995–2020)
- Steve Smith - bicí, perkuse (1978–1985, 1995–1998, 2015–2020)
- Randy Jackson – baskytara, zpěv (2020–2021)
- Narada Michael Walden – bicí, perkuse (2020–2021)

Členové při turné
- Prairie Prince – bicí, perkuse (1973–1974)
- Mike Baird – bicí, perkuse (1986–1987)
- Jeff Scott Soto – zpěv (2006–2007)
- Omar Hakim – bicí, perkuse (2015)
- Marco Mendoza – baskytara, zpěv (2021)

Studiovi hudebníci
- Stevie "Keys" Roseman – klávesy (1980)
- Larrie Londin – bicí, perkuse (1985–1986)
- Bob Glaub – baskytara (1986)